# Église Saint-Ouen d'Offranville
Pour les articles homonymes, voir Église Saint-Ouen.
L'église Saint-Ouen est une église catholique située à Offranville, en France.

## Présentation
L’église, dédiée à Ouen de Rouen, se dresse au milieu du village, entourée de son ancien cimetière. Avec l'ancienne porte d'entrée de ce dernier, l'if millénaire et le calvaire en grès armoricain, elle forme un ensemble particulièrement attrayant. L’église actuelle date du XVIe siècle ; mais dès le Xe siècle il y avait en ce lieu un édifice dont l'existence semble attestée par la présence de l'if millénaire. Jadis, on ornait les abords des églises de cet arbre « symbole de l'immortalité et image de la nature perpétuellement jeune », dont les feuillages, dit la tradition, absorbent les mauvais miasmes et protègent l'agglomération de toutes les calamités, dont la peste est la plus redoutable. Cette maladie fut d'ailleurs en 1659 à l'origine du pèlerinage à la chapelle des Vertus de Saint-Aubin-sur-Scie. Les archives départementales révèlent que le curé le plus ancien connu à Offranville est l'abbé Guillaume qui exerce en 1240 et qu'en 1484, une tour de bois de l'église tomba par un violent coup de vent de Nord. On ne sait pourquoi ce premier édifice fut détruit pour être remplacé au XVIe siècle par la construction actuelle. La raison la plus probable est que l'ouvrage d'alors, ayant près de cinq cents ans d'existence, avait atteint un degré de vétusté tel que sa démolition puis sa reconstruction s'imposèrent.

## Historique
L'église a été construite entre 1517 et 1582. Comme la majorité des monuments religieux du XVIe siècle de la région, elle est de style ogival pur, avec contreforts appliqués aux arcs boutants des nefs latérales, contre-butant les piliers de la nef, ce qui permet la création de grandes fenêtres et rend cette église lumineuse. Par opposition à toutes les églises édifiées par les moines, celle d'Offranville est de réalisation laïque, en ce sens qu'elle fut construite par les paroissiens eux-mêmes. Les matériaux proviennent de la région : les grès proviennent de Varengeville ; ils furent prélevés à la gorge des Moutiers (à l'époque appelée : le port des églises), la chaux venait de Muchedent et le bois de Vassonville, Heugleville-sur-Scie et Brachy. Seule la pierre ayant servi aux arcades principales est « importée » de Caen ou de Vernon par bateaux et débarquée à Dieppe. Contrairement aux méthodes actuelles d'arasement préalable, on ne démolissait les ruines à remplacer qu'au fur et à mesure des besoins d'espace pour asseoir les nouvelles portions de construction. C'est ce qui explique la chronologie de la construction de cette église. Le travail commença en 1517 par la chapelle Saint-Nicolas (aile sud du transept). Cette partie d'église est la seule à être ornée de gargouilles. En 1533, le chœur voûté de l'église est couvert. Cette même année est achevée la chapelle Sainte-Barbe : sacristie des chantres et chapelle du Sacré-Cœur, elle disparaît avec ses vitraux dans un incendie de 1981. Elle est restaurée en 1984 (vitraux et fonts baptismaux). L'actuelle sacristie dite « des Prêtres » n'est construite que 350 ans plus tard, c'est-à-dire en 1889. La chapelle Notre-Dame (partie nord du transept) ainsi que la chapelle Saint-Jean ou Saint-Clair datent de 1536. En 1541, le chœur et le transept sont terminés. La construction de la nef dure 35 ans. Commencée en 1547, elle n'est terminée qu'en 1582. La région entrait en effet dans la période tragique des guerres de Religion. Le grand portail de l'église est achevé en 1574 : il en porte le millésime au fronton. La tour carrée du clocher date de la même époque. En 1580, l'église reçoit un comble constitué par une charpente.

## Enclos paroissial

### L'ancien cimetière
Un portail monumental marque l'entrée de l'ancien cimetière. La clé d'arc porte gravée la date de 1665.
Il reste quelques tombes provenant de l'ancien cimetière désaffecté en décembre 1873. Il est transformé en surface verte et fleurie au cours de l'année 1957. Parmi les tombes, une est encore bien lisible. Elle a un socle carré en grès avec 3 plaques en ardoise sur 3 faces : « Ci gît Louis Aimé Lefrançois, docteur en médecine de la faculté de Paris, médecin en chef des hôpitaux de Dieppe, né le 30 août 1772 et mort le 20 mars 1829 – les pauvres prieront pour lui après sa mort (il y avait peut-être une croix sur ce socle). Louis Lefrançois était attaché à l'établissement des bains sur la plage de Dieppe ; sa thèse de 1812 « Coup d'œil médical sur l'emploi externe et interne de l'eau de mer » en fait l'initiateur de la thalassothérapie, selon un historien contemporain.

### L'if cinéraire
Un if millénaire d'une circonférence de 7 mètres longe le muret. Non loin de là, le petit if qui a été planté sur la pelouse est une bouture de cet if millénaire qui a été réalisée pour célébrer l’an 2000.

### Le calvaire d'Yves Hernot père
Le calvaire d'Offranville est une œuvre d'art bénie en 1860. Réalisé en granit bleu, haut de sept mètres au-dessus de son triple emmarchement et de son piédestal à quatre colonnes cylindriques polies de 60 cm, il comporte un fût représentant un arbre ébranché, dont subsiste la base des rameaux, surmonté d'une remarquable image du Christ suppliant ; sa masse totale est de trois tonnes.
L'artiste breton, Yves Hernot père, a « sorti », sans aucune soudure, sans aucun morceau rapporté, un seul bloc de granit, la Croix, le Christ (un mètre de haut) et le bandeau « I.N.R.I. » ajouré. Le plus surprenant est que le sculpteur ait pu, avec un unique matériau, réaliser trois couleurs différentes : pour obtenir une couleur blanchâtre au fût et à la croix, il boucharda la pierre ; le Christ, apparemment plus noir n'est que le résultat de la pierre travaillée à la râpe, enfin la troisième couleur a été réalisée en utilisant la pierre ponce, ce qui a donné au granit un poli et un brillant de marbre noir.

## Extérieur de l'église
La chapelle du transept sud, chapelle Saint-Nicolas, est ornée de gargouilles. Sur le mur extérieur de la tour de l'escalier du clocher, adossée à la chapelle Saint-Nicolas une inscription : « CI DEVANT LES VAUQUELĪS SŌT INHUMES LE DOULS ĪHS LEUR PARDOĪT LEURS PECHES ». Un certain nombre de pierres qui ont servi à la construction de cette église provenaient de l’ancienne église. On retrouve en plusieurs endroits des motifs floraux ou des têtes gravées dans ces pierres. 

## Clocher
La tour de l'église est surmontée d'un clocher tors couvert d'ardoises. La charpente du clocher, qui s'élève à 45 m, présente un léger « vrillage » d'1/8e de tour environ et un arrondi apparemment en contrefort de la partie basse du clocher face aux vents dominants. Il s'agirait d'un accident en cours de construction : lors des travaux de montage, la base octogonale et ses montants auraient dû être liés par des pièces de bois dites « croix de Saint-André ». Elles furent oubliées et, sous la pression du vent et du poids, l'ensemble a vrillé et s'est déformé. Pour rattraper le tout, il a fallu renforcer, d'où cette allure « dosset » du clocher.
Le porche d'entrée de l'église est daté de 1574. Les pierres de réemploi qui le composent sont ornées de motifs floraux.

## Poutre de gloire et mobilier
La poutre de gloire de forme semi-elliptique originale est ornée d'un grand Christ agonisant encadré de la Vierge et de saint Jean, le tout en bois polychrome datant du début du XVIIe siècle.
Le maître-autel date de 1971. Il est l'œuvre d’Alexandre Hébert, ébéniste natif de la commune. La table de pierre de cet autel renferme des reliques de martyrs. Le panneau doré qui orne le devant de cet autel est l'œuvre d'Étienne Poirier, de Paris.
La chaire, située au milieu de la nef latérale Sud, en chêne, est remarquable par son style flamboyant. L'ébéniste rouennais Leroy qui l'a réalisée en 1844 s'est inspiré, pour la tourelle, de la couronne ducale de l'abbaye Saint-Ouen de Rouen. Elle est remarquable par sa masse et son style « flamboyant ».
Le lutrin, signé « Buzot à Saint-Saëns, l'an 1785 » représente un aigle doré aux ailes déployées : l'aigle représente saint Jean. Ce lutrin servait essentiellement aux chantres car, à l'époque, les livres étaient rares et chers. Pour chanter les offices, les chantres se regroupaient autour du lutrin sur lequel était posé un livre imprimé de caractères de grande taille, l'antiphonaire. Deux très belles statues en bois sont placées de part et d'autre des marches, à l'entrée du chœur. L'une est du XIVe siècle, représentant un évêque, peut-être saint Ouen, patron de l'église. L'autre, du XVIe siècle, est saint Jean-Baptiste, vêtu de sa peau de chameau.

## Vitraux - Ornementation
Les fenêtres qui servent à faire entrer la lumière dans l’église sont ornées de vitraux dont un certain nombre peuvent servir de support à une catéchèse. Cette église a subi du côté de ses vitraux de très grandes pertes par l'injure du temps, les guerres de religion, la révolution de 1789, le vandalisme,…. L'église a été vitrée de couleur au fur et à mesure de l'avancement de la construction. Seuls les tympans du XVIe siècle sont d'origine, le reste des verrières étant du XIXe siècle.

### Chœur
1 – Vitrail : La vie de saint Ouen. Partant du bas à gauche, le saint, enfant, reçoit la communion ; à la cour de Clotaire II, avec lequel il s'entretient ; il rentre dans les ordres ; puis c'est l'image de son sacre épiscopal; ensuite, on voit en plein chantier le grand bâtisseur d'églises qu'il fut ; il part vers Rome; le Pape le reçoit en audience; sur le chemin du retour, il guérit des malades, il intervient près du roi Pépin de Herstal en faveur de Thierry III ; puis dans le tympan, le transport de ses restes et sa montée au ciel.
2 - Vitrail : L'arrestation du Christ, sa condamnation et sa crucifixion, avec, dans les deux tympans, les images de sainte Geneviève et de la Vierge avec l'Enfant Jésus.
3 - Vitrail : La mise de Jésus au tombeau, sa Résurrection puis son Ascension, avec, dans les deux tympans, sainte Anne apprenant à lire à la Vierge Marie et l'Esprit Saint descendant sur les apôtres.
L'ancien maître autel et son retable datent du XVIIIe siècle. Il est l'œuvre du Dieppois Michel Borlé tout comme les stalles. Au-dessus du tabernacle est placée une peinture à l'huile représentant « La Résurrection ». En façade, les cartouches décoratifs représentant deux torches entrecroisées, un ciboire, une vigne, un serpent, les tables de Moïse et l'Évangile.
Les statues situées de chaque côté du retable représentent saint Ouen (à gauche) et saint Barthélemy (à droite).
Dans la partie haute du mur du chœur, à l'instar des chapelles de la Vierge et de Saint-Nicolas, différentes dalles obituaires sont scellées.

### Chapelle des fonts baptismaux
Dans cette nouvelle chapelle (réalisée après l'incendie de 1981 sur l'emplacement de l'ancienne chapelle Saint-Barbe) ont été remontés les fonts baptismaux du XVIIIe siècle (cuve en marbre rouge veiné, surmontée d’une coupole de cuivre). À l'origine, ils se trouvaient en bas de l'église, à gauche en entrant.
Les vitraux détruits par l'incendie ont été remplacés en 1984 par trois vitraux modernes mais très symboliques (baies 4, 6 et 8). Trois éléments entrent dans leur composition :
- Le graphisme : c'est-à-dire les traits dessinés par les plombs ; ils donnent à l'œuvre son mouvement.
- La couleur : ici, volontairement tendre, pour ne pas nuire à la richesse de l'architecture.
- La symbolique : elle est, comme le sacrement, signe de l'invisible et appel vers l'invisible.

4 - Premier vitrail : On pourrait l'intituler « Naissance de la vie surnaturelle ». Le baptistère est comme une source d'eau vive : Jésus à la Samaritaine : « celui qui boira de l'eau que je lui donnerai aura en lui une source jaillissante en vie éternelle » (Jean 4,14). Le Christ qui mène à Dieu est symbolisé par un motif jaune sur fond bleu et l'élévation vers Dieu par un envol d'oiseaux.
5 - Deuxième vitrail : Ce peut être le « Corps Mystique du Christ ». En effet, le Christ s'est fait solidaire de l'humanité entière. Le motif jaune, comme éclaté en une multitude de parcelles plus sombres, exprime à quel point le Christ a voulu partager la condition humaine.
6 - Troisième vitrail : « La Mort, le Feu, L'Esprit Saint, la Vie éternelle ». Le rouge, ce peut-être la mort, le feu qui dévore tout. Ce peut-être aussi le feu symbole de l'Esprit Saint. Le blanc, c'est la vie éternelle.
Ils sont dus à l'artiste verrier Jacques Guitton.

### Chapelle Saint-Nicolas
7 - Vitrail : La vie légendaire de saint Nicolas. En bas, il est visible, alors d'évêque de Myre et ayant le pouvoir de dompter les tempêtes, accompagner des pêcheurs grecs et bénissant les flots pour les calmer. En haut, c'est la légende « des trois pucelles », trois filles se trouvaient acculées au vice par la misère de leur père, Nicolas jeune homme l'apprend et à la dérobée, la nuit, par la fenêtre, il apporte trois bourses pleines d'or, sauvant les trois filles de la déchéance et facilitant leur mariage.
8 - Vitrail : Images en pied de saint Adrien, saint Louis, saint Alexandre, saint Augustin, sainte Madeleine, saint Achille, saint Hippolyte et saint Charles Borromée. Ce vitrail représenterait, d'après un membre de la famille Le François, les saints des noms des descendants de cette famille.
Dans cette chapelle dédiée à saint Nicolas se trouvent une belle statue en bois de saint Jacques le Majeur (XVIIe siècle) et de sainte Clotilde.
Tableau de « La flagellation », confessionnal et chapier en bois de style gothique de la fin du XVIIe siècle.
Au mur de cette chapelle se trouvent deux dalles obituaires. L'obit était un « service religieux » fondé pour le repos de l'âme d'un défunt, dont les honoraires étaient souvent garantis par le revenu de terres données à perpétuité à la fabrique (conseil paroissial). Les fondations de cette nature furent particulièrement nombreuses aux XVIe et XVIIe siècles. Les pauvres curés de l'époque ne pouvaient plus respecter l'exécution de ces fondations multiples. Les trop nombreux obits étaient pour eux une charge insupportable d'autant plus que certains imposaient deux prêtres à l'autel, un à la tombe et quatre autour de la représentation et pendant ce temps, des sonneries à plusieurs cloches devaient être assurées, et ce n'était pas toujours facile non plus pour le bedeau de trouver l'aide nécessaire à ces sonneries. De ce fait les prêtres étaient occupés la plupart de leur temps par toutes ces cérémonies, et ils ne pouvaient plus remplir leur mission pastorale. En 1772, l'archevêque de Rouen permit de demander la réduction de ces fondations.

### Nef latérale Sud
En haut de cette nef latérale sud se trouvent les statues de sainte Thérèse de Lisieux, de saint Antoine de Padoue et du Sacré-Cœur de Jésus.
Le troisième pilier près de la chaire comporte une décoration plus importante : les armes des Caude Coste.
9 - Vitrail : Le tympan représente la Vierge et l'Enfant Jésus ; les médaillons inférieurs dédiés à la « Mère des Douleurs » représentent, d'une part, la Vierge regardant le Christ portant sa croix, d'autre part la Vierge portant sur ses genoux le corps du Christ descendu de la croix. La porte de sortie latérale donne sur l'ancien cimetière. Intérieurement, elle est ornée d'une très belle contre-porte en chêne sculpté dans le même style gothique que celui de la chaire. Ce travail a été réalisé en 1936 par Adrien Blondel qui n'était ni ébéniste ni menuisier, mais qui avait du talent et aimait travailler le bois.
Le second pilier en partant du bas de la nef porte la date de 1154 et les lettres M.I.F : Messire Jean Fournier venait de prendre la charge de trésorier de la paroisse d'Offranville, il est facile de préjuger qu'il fut le donateur du pilier lequel à jamais porte son chiffre (le J s'inscrivant I dans le vieux français).

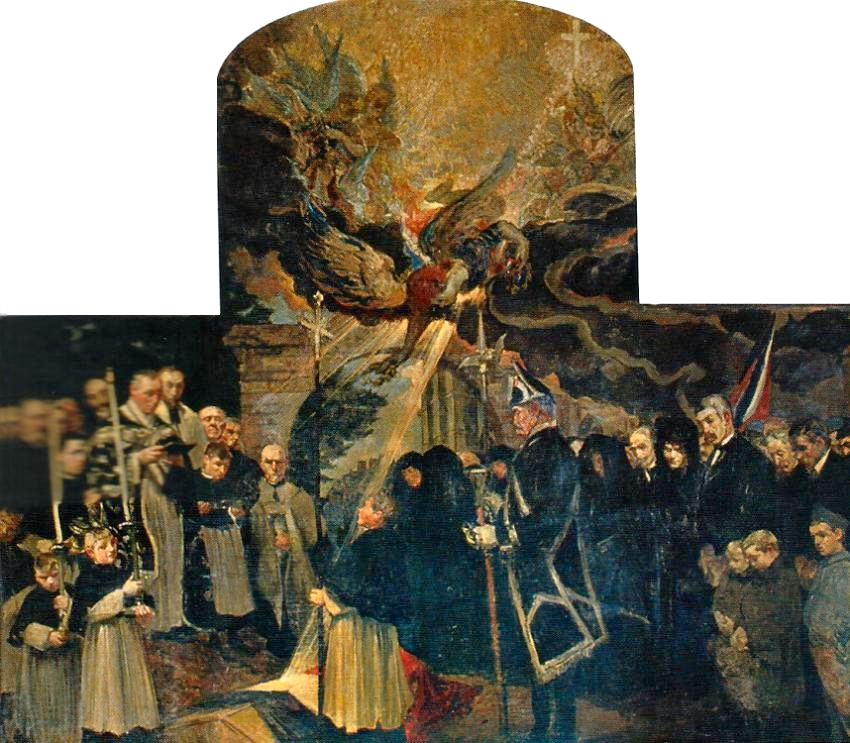
La peinture de Jacques-Émile Blanche Mémorial en hommage aux soldats morts pour la France, installée en 1919.

10 - Vitrail : Le tympan représente sainte Marguerite surgissant du dos du dragon qui venait de l'engloutir et qu'elle fait éclater par la protection de la Croix qu'elle tenait en ses mains lors de son supplice ; les deux médaillons inférieurs représentent les symboles de la Maison d'Or et de la Porte du Ciel.
11 - Vitrail : Le tympan représente saint Roch et son chien, ainsi que le seigneur propriétaire de ce chien, qui, écoutant saint Roch, abandonne sa vie oisive et de luxe, et se soumet à la pauvreté ; au-dessous les deux médaillons représentent deux anges portant la rose mystique et le lys des vallées.
Sous le clocher se dresse le mémorial des morts de la guerre 1914-1918. Ce mémorial, inauguré le 3 novembre 1919, comporte deux tableaux sur toile peints par Jacques-Émile Blanche, autre Offranvillais, symbolisant le retour du corps d'un héros « Mort pour la France ». La foule est rassemblée à la porte de l'ancien cimetière, sous l'éternelle verdeur de l'if ; l'abbé Genty, curé doyen, récite les prières devant la bière drapée aux couleurs nationales alors que, dans un grand rayon de lumière, l'Ange de la Gloire, entouré d'angelots descend déposer la palme de l'héroïsme. Toutes les personnes peintes sur le tableau appartiennent aux familles qui ont perdu un membre de leur famille durant la guerre 1914-1918.
En face du mémorial se trouve la statue de sainte Jeanne d'Arc.
Le premier pilier à droite en bas de la nef présente une particularité énigmatique : une tête humaine, tirant une langue au volume et à la longueur démesurés, a été sculptée dans le grès. Le symbolisme de cette image demeure obscur, mais de pareilles têtes et langues se retrouvent dans certaines églises de la région (Varengeville-sur-Mer…).

### Nef latérale Nord
Au bas de la nef latérale Nord, à l'ancien emplacement des fonts baptismaux, se trouve un petit autel avec, au retable, une peinture du XVIIIe siècle représentant la cérémonie du baptême. Près de là se trouve une statue de la Vierge à l'Enfant.
12 - Vitrail : Le tympan représente le Saint-Esprit matérialisé par la colombe descendant des cieux, elle surmonte deux médaillons : le Refuge des Pêcheurs et la Consolation des Affligés. Autrefois, au pied de ce vitrail, se trouvaient les fonts baptismaux.
13 - Vitrail : Le tympan représente le chandelier à sept branches entouré de vigne d'or ; les deux médaillons inférieurs, très altérés dans leur dessin, représentent deux anges soutenant des fleurs et des branchages.
14 - Vitrail : La fenêtre suivante porte en son tympan le calice d'or encadré de vigne et de palme également d'or ; dans les deux médaillons, les images « Secours des Chrétiens et Réunion des Apôtres ».
Le pilier comporte une décoration héraldique. Dessin de « trois poissons ou vérons rangés en fasce avec trois molettes ou étoiles, deux en chef, une en pointe ». Ce seraient les armes de la famille Véron dont le fils Jehan fut l'un des prêtres (1588-1601) et dernier constructeur de l'église. Le chapiteau de ce pilier porte l'inscription « Damoiselle Jehae (Jehanne) de Caude Coste a donné ce pilier l'an MVXXVIII » (1528).
15 - Vitrail : Le tympan représente l'image du Saint Sacrement porté sur une civière par deux diacres ; sous la civière, un fanion est suspendu et les armes qui le décorent sont probablement celles des Caude Coste. Elles sont « à chevron d'or sur fond d'azur avec étoile en chef et deux gerbes d'or à dextre et à senestre avec quintefeuille en pointe ». Les deux médaillons inférieurs représentent symboliquement le Puits de la Vérité et la Tour de David, attributs inspirés comme les précédents des litanies de Notre-Dame.
16 - Vitrail : Le tympan représente la Vierge et de Saint Jean priant au pied de Jésus crucifié alors que les deux médaillons sont réservés à Notre-Dame du Sacré Cœur et au Cœur Immaculé de Marie.

### Chapelle de la Vierge
17 – Vitrail L'Annonciation et l'Adoration des Bergers, surmontés de la fuite en l'Égypte et la vision du Christ, Roi de l'Univers installé sur le trône au royaume des cieux.
18 – Vitrail L’adoration des Mages, le couronnement de la Vierge, et dans le tympan, le Saint-Esprit sous l'aspect d’une colombe.
Tableau de la Veuve de Sarepta (1R17,8-16) d'Étienne de La Vallée-Poussin.
Confessionnal en chêne sculpté exécuté dans le style ogival du XVIe siècle et réalisé en 1844 par Leroy, auteur de la chaire. Clé de voûte du XVIe siècle.

### Chapelle Saint-Jean et Saint-Clair
Cette chapelle est dédiée à saint Jean, mais est aussi connue sous le nom de la chapelle Saint-Clair ou encore « chapelle seigneuriale ». Cette chapelle serait la propriété de la famille de Boishébert. Elle possède par ailleurs une entrée directe sur l'ancien cimetière.
Statues de saint Jean-Baptiste et saint Clair (représenté tenant sa tête en les mains).
19 - Vitrail Saint Jean et Saint Adrien, avec un tympan frappé de deux écus de dames aux armoiries des Chauvin.

### Tombeau de Jehan Véron
À l'entrée du chœur se trouve le tombeau de Jehan Véron qui fut prêtre et bienfaiteur de la paroisse au XVe siècle, lequel contient également les restes de son épouse (car il n'était entré dans les ordres qu'après son veuvage sans enfants). Né à Offranville le 22 août 1546, Jehan Veron fit de brillantes études. D'abord procureur fiscal au bailliage de Dieppe, il devint conseiller au Parlement de Normandie ; après la mort de sa femme Catherine Tharel, il entra dans les ordres et fut nommé curé d'Offranville. Il fit don de sa propriété pour la fondation d'un collège qui devint une véritable pépinière de vocations sacerdotales, car en 178 ans (de 1611 à la Révolution de 1789) figurent les noms de soixante-trois enfants de la paroisse entrés dans les ordres.

## Orgue de tribune
La tribune des orgues a été achetée et installée en 1832. Elle provient de l'ancienne église des Carmes de Dieppe. Construite en 1777, elle est décorée d'instruments de musique entrelacés de guirlandes de feuillage et de rameaux ; on y trouve le tambour avec ses cordes et ses baguettes croisées, une guitare croisée d'un flageolet posés sur un livre de musique noté, un violon et un cor de chasse posés eux aussi sur un cahier de musique, un tambourin et un clairon, une lyre avec un basson et une trompette.
L'orgue est un Merklin de 1860 destiné à un lycée parisien; il a rejoint le temple de la rue Milton à Paris puis, vendu en 1967 à l'église Saint-Thomas-de-Cantorbéry de Mont-Saint-Aignan, il est remonté à Saint-Ouen en 2002.

## Procession des vertus
Au début du XVIIe siècle, la peste faisait des ravages considérables en Normandie. La région de Dieppe vit s'abattre sur elle la grande peste de Londres, ainsi nommée parce qu'elle aurait été apportée d'Angleterre par un dénommé Champion… « dans une cargaison de vieux souliers qu'il fesoit aporter pendant les chaleurs d'été… ». La peste faisait 40 morts par an à Offranville. Devant l'intensité du fléau, un premier pèlerinage eut lieu le 1er mai 1669 pour invoquer Notre-Dame et faire le vœu de venir chaque année, en procession, déposer l'image de la Vierge sur l'autel de la chapelle du lieu et demander la guérison de tous les malades. Promesse était faite d'un fidèle retour chaque année à pareille date. La guérison des malades vint, le fléau disparut et … les Offranvillais oublièrent leurs belles promesses de fidélité et persévérance. En 1718, la peste atteignit une acuité telle qu'elle déclencha un nouvel élan vers la chapelle des Vertus, et cette fois-ci, le 9 mai, avec une ferveur touchante, la procession reprit son chemin. Afin de ne pas oublier le serment, les paroissiens le gravèrent dans le marbre : « Ad Perpetuam Rei Memoriam. L'an 1669, la paroisse d'Offranville étant infestée d'épidémies, le clergé et les paroissiens dudit lieu, firent vœu à Notre-Dame des Vertus d'y apporter cette image processionnellement, l'ayant ici laissée, le mal cessa aussitôt miraculeusement. Le 9 mai 1718, a été renouvelé le vœu par le respectable clergé et les pieux paroissiens de la susdite paroisse pour une pareille maladie et ont obtenu l'effet de leurs prières par l'intercession de la Sainte Vierge, Reine des Vertus. » Et, ainsi, les Offranvillais vont chaque année réaffirmer leur dévotion à la Vierge Marie, reine des Vertus.
Ce pèlerinage est effectué chaque année au 1er mai et ce depuis[Quand ?] 300 ans.
La croix de procession du XVIe siècle est classée monument historique à titre d'objet.

## Postérité
- Le peintre havrais Reynold Arnould est l'auteur d'un tableau de 1936 consacré à l'intérieur de Saint-Ouen : effet de lumière, vitrail, banc, chaire à prêcher, arc architectural : gloire[19].